# Taxane

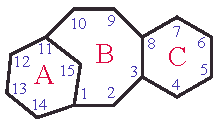
Structure de base des taxanes, consistant en un pentaméthyl tricyclopentadécane.

Les taxanes sont une classe de diterpènes très utilisés en tant qu'agents chimiothérapeutiques,. Cette classe comprend le paclitaxel (connu sous le nom commercial de Taxol) et le docétaxel (connu sous le nom commercial de Taxotère). À l'origine, le paclitaxel a été isolé de l'if de l'ouest (Taxus brevifolia), un if du genre Taxus.

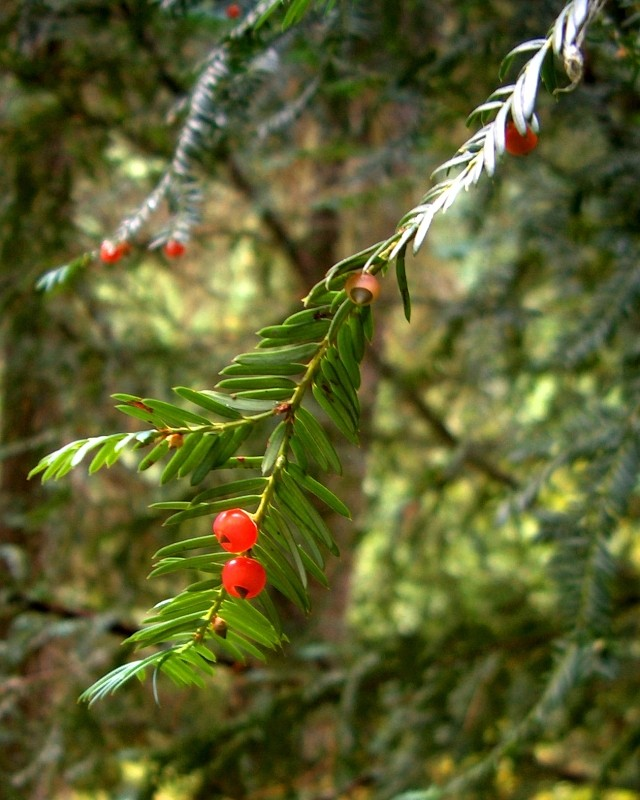
L'if de l'Ouest, d'où a été extrait le paclitaxel

Le principal mécanisme d'action de la classe des taxanes est l'inhibition de la fonction des microtubules. Les microtubules sont essentiels pour la division cellulaire, et les taxanes bloquent la division normale des cellules. Les taxanes jouent donc le rôle de poison du fuseau. Ils sont également supposés être radiosensibilisants.

## Historique

### Découverte

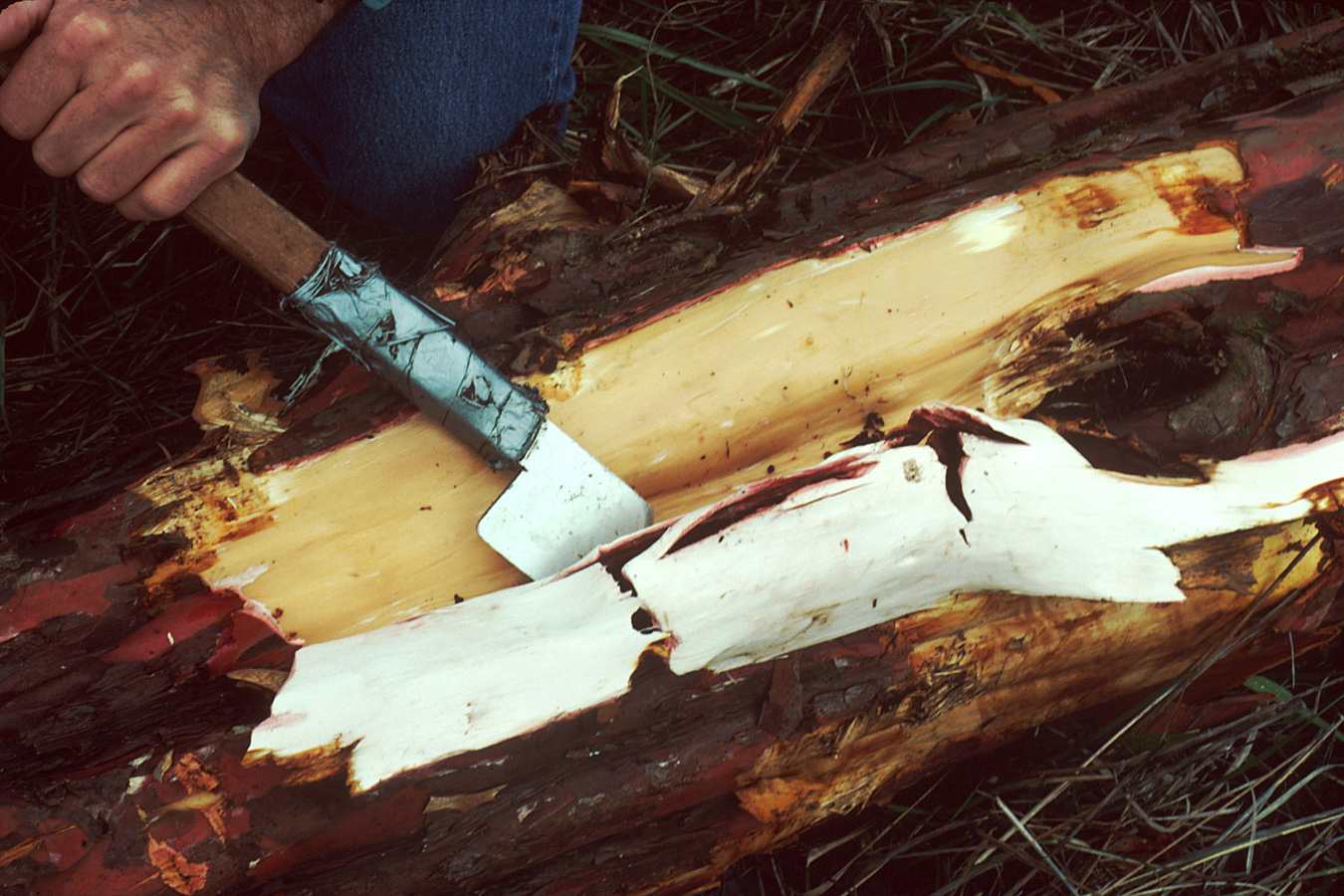
Extraction de l'écorce de l'if de l'ouest

Formule chimique du paclitaxel

C'est au début des années 1960 que deux organismes américains, le National Cancer Institute et le US Department of Agriculture, lancent un programme de recherche pour favoriser l'usage de composés naturels dans le cadre du traitement des cancers. En 1962, des extraits d'écorce d'if de l'Ouest (ou if du Pacifique, Taxus Brevifolia) sont envoyés au centre de recherche Research Triangle Institute's Natural Product Laboratory en Caroline-du-Nord. Deux ans plus tard, les docteurs Monroe Wall et Mansukh Wani isolent un diterpène qu'ils nomment paclitaxel. La structure de la molécule est alors déterminée par diffraction aux rayons X de la chaîne latérale et du noyau tétracyclique. La molécule n'est cependant pas utilisée immédiatement, du fait d'un manque de disponibilité (l'écorce d'if ne produisant pas assez de paclitaxel pour pouvoir l'utiliser).

### Premières utilisations
En 1977, de nouvelles études sont menées sur cette molécule au Albert Einstein College of Medicine de l'université Yeshiva. En 1979, le docteur Susan Horwitz découvre le mécanisme d'action du paclitaxel. Ce mécanisme d'action fait du paclitaxel un bon candidat pour une utilisation anticancéreuse. Des essais cliniques sont alors réalisés dès 1984 sur différents types de cancer. Ils sont concluants notamment pour le traitement du cancer de l'ovaire.
En 1992, l'autorisation est donnée par la Food and Drug Administration (FDA) au laboratoire Bristol-Myers-Squibb pour l'utilisation du paclitaxel dans le traitement du cancer de l'ovaire, puis en 1994 dans le traitement du cancer du sein. Ces autorisations sont étendues en 1997 pour le traitement du sarcome de Kaposi et en 1999 pour celui du cancer du poumon.

### L'arrivée d'un concurrent

Formule chimique du docétaxel

Dès les années 1970, une controverse grandit au sujet de l'utilisation du paclitaxel, du fait de sa trop grande consommation d'if de l'Ouest, arbre mettant 200 ans pour atteindre sa maturité. Des recherches sont alors menées en France par le CNRS, sur l'if européen. Les chercheurs parviennent à extraire une molécule sensiblement similaire au paclitaxel, non plus dans l'écorce mais dans les aiguilles. La production industrielle est ainsi possible. Ce concurrent du paclitaxel, baptisé docétaxel, est commercialisé en 1995 par Rhône-Poulenc sous le nom de Taxotère,.

## Les classes de taxanes
Les taxanes comprennent plus de 300 composés, dont le paclitaxel et le docétaxel. D'une manière générale, les taxanes sont faiblement solubles, il est donc nécessaire de les dissoudre dans un solvant.

### Paclitaxel
Le paclitaxel est aussi connu sous le nom commercial de Taxol. C’est une molécule médicamenteuse utilisée dans le traitement des cancers sous forme de perfusions. Elle est également employée dans certains stents qui sont des petits ressorts que l'on dispose à l'intérieur d'une artère afin d'éviter un nouveau rétrécissement (resténose) après une angioplastie. Le paclitaxel qui imbibe les mailles du ressort permet d'éviter la prolifération cellulaire, l'un des mécanismes de la resténose.

### Docétaxel
Le docétaxel est aussi connu sous le nom commercial de Taxotère. 
Le paclitaxel est produit par l'if de l'ouest et est synthétisé à partir de précurseurs, mais sa production à partir d'extraits naturels est très limitée. En utilisant les aiguilles et les rameaux de l'if européen (ou if commun ou Taxus Baccata), Daniel Guénard et Françoise Guéritte en collaboration avec les chercheurs de Rhône-Poulenc ont réussi à isoler un précurseur actif du paclitaxel et grâce à celui-ci, ils conçurent par hémisynthèse chimique une nouvelle molécule, le docétaxel, qui est deux fois plus active que le paclitaxel,.

## Microtubules et taxanes

Fonctionnement des microtubules

### L'influence des taxanes sur les microtubules
Exemple du paclitaxel.
Le paclitaxel est une molécule qui se fixe sur l'extrémité amino-terminale de la tubuline β. Ceci bloque la dépolymérisation du microtubule et entraîne la stabilisation de celui-ci par formation d’un manchon. Le paclitaxel favorise également la polymérisation des microtubules qui se dispersent alors de manière anarchique dans la cellule. Les chromosomes ne peuvent donc plus migrer à chaque pôle de la cellule, cela bloque la division cellulaire juste avant l’anaphase. La cellule étant bloquée, elle reçoit un message d'apoptose. Le paclitaxel est donc un antimitotique très puissant. Les cellules cancéreuses sont connues pour être sans cesse en division, le paclitaxel va donc agir sur ces cellules en bloquant leur division et en entraînant leur mort. C'est pourquoi c'est une molécule très utilisée dans le traitement de nombreux cancers.

## Pathologies traitées par les taxanes
Les pathologies soignées par les taxanes sont : le cancer du sein, le cancer de l'ovaire, le cancer du poumon non à petites cellules, le cancer de la prostate, le cancer gastrique et le cancer des voies aérodigestives supérieures.
On peut utiliser le docétaxel en association avec d'autres substances afin de traiter les cancers.
En ce qui concerne le paclitaxel, il peut être utilisé seul ou en association avec le cisplatine dans le traitement de carcinomes métastatiques de l'ovaire, et dans le sarcome de Kaposi.

### Cas du cancer du sein
Les taxanes sont 8 % plus efficaces que d'autres agents pour lutter contre la progression de la tumeur dans le cadre du cancer du sein, d'après les résultats d'une étude belge menée en 2008.
Les taxanes s'avèrent efficaces également pour limiter de 18 % les risques de rechute. De plus, le risque de décès après un suivi de 5 ans est diminué de 27 %. 
En ce qui concerne la toxicité (neutropénie, neutropénie fébrile, nausées et vomissements, évènements cardiaques), elle est moins importante lors de l'utilisation des taxanes bien que leurs effets toxiques ne soient pas négligeables. 
Il y a différentes catégories de cancer du sein, et dans chaque cas le docétaxel n'est pas employé de la même façon.
- Dans le cas d'un cancer du sein opérable avec ou sans envahissement ganglionnaire, le docétaxel est utilisé avec la doxorubicine et le cyclophosphamide[17].
- Dans le cas d'un cancer du sein localement avancé ou métastatique et sans chimiothérapie cytotoxique faite au préalable, le docétaxel est associé à la doxorubicine uniquement[17].
- Dans le cas d'un cancer du sein localement avancé ou métastatique et à la suite de l'échec d'une chimiothérapie cytotoxique utilisant de l'anthracycline ou un agent alkylant, le docétaxel est utilisé en monothérapie. Si la chimiothérapie n'utilise que des anthracyclines (doxorubicine ou épirubicine), le docétaxel est alors utilisé en association avec la capécitabine[17].
- Dans le cas d'un cancer du sein métastatique avec surexpression tumorale de HER2 et sans prétraitement chimiothérapeutique pour la maladie métastatique, le docétaxel est utilisé avec le trastuzumab[17].

### Effets secondaires liés aux taxanes
D'une manière générale, les taxanes ont plusieurs effets secondaires. Ainsi, comme toute chimiothérapie, l'utilisation de taxanes diminue les performances de la moelle osseuse, mais aussi le taux de globules rouges et de plaquettes dans le sang ainsi que le taux de globules blancs. Ces carences auront tendance à fatiguer le patient. Le risque d'infections serait également augmenté. 
Par ailleurs, des antinauséeux sont généralement prescrits lors de traitement par taxanes, pour limiter les sentiments de nausées et les vomissements. L'alopécie est un effet secondaire fréquent de la chimiothérapie à  l'aide de taxanes. Elle se traduit par une chute complète des cheveux.
Du fait de dommages ou d'irritations créés au niveau des nerfs, des sensations d'engourdissement ou des picotements peuvent apparaître, principalement sur les mains et les pieds. C'est le syndrome de la neuropathie. Enfin, le traitement par les taxanes (notamment l'administration du paclitaxel ou du docétaxel par des perfusions sanguines) peut engendrer chez le patient une réaction d'hypersensitivité. Elle se traduit par des rougeurs urticantes et un essoufflement, souvent peu de temps après la perfusion.
Le paclitaxel et le docétaxel ont une certaine toxicité hématologique. Le paclitaxel a une toxicité neurologique apparaissant progressivement. Il existe aussi des phénomènes allergiques prévenus par une prémédication.
Le docétaxel entraîne, à partir d'une certaine accumulation de dose, l'apparition d'œdèmes des membres inférieurs puis de tous les organes, pouvant arriver à une sorte d'anasarque. Une prémédication par les corticoïdes réduit de façon majeure la fréquence de cette complication, rarement observée au bout des 6 cures habituelles.
Interaction médicamenteuse. Un possible effet de renforcement de la toxicité oculaire de l'hydroxychloroquine a été récemment (2019) évoqué.